# 蒋佩芬
蒋佩芬（1914年—1995年），女，江苏江阴人，中国基督教人物，金陵协和神学院教师。曾任中国基督教协会副会长。